# Top Gunner – Die Wächter des Himmels
Top Gunner – Die Wächter des Himmels (Originaltitel Top Gunner) ist ein US-amerikanischer Actionfilm aus dem Jahr 2020 von Daniel Lusko, der den Film auch mit produzierte und für den Filmschnitt verantwortlich war.

## Handlung
Eine von Russen entwickelte Biowaffe, ein gefährliches Virus, soll über Nordamerika nach Russland geliefert werden. In Mexiko schafft es eine US-amerikanische Kampftruppe, die Biowaffe an sich zu nehmen. Zum Schutz vor der Biowaffe und zur Bewahrung des Friedens wird die Waffe in die USA zur Verwahrung gebracht. Beim Rückflug in die Staaten wird der Pilot der Kampftruppe angeschossen und das Kampfflugzeug stark beschädigt. Die Notlandung gelingt und der Trupp findet sich im Trainingslager für Flugkadetten der United States Air Force wieder.
Die drei Leutnants der Air Force Brown, Marcus und Spielman haben ihre Ausbildung zum Kampfpiloten hinter sich. Sie werden in einer abgelegenen Luftwaffentrainingsbasis der Air Force unter Führung des Veteranen Colonel Herring stationiert. Aufgrund der wertvollen Fracht rechnet Herring damit, dass die Russen die Basis schon bald angreifen werden, um wieder in den Besitz der Biowaffe zu gelangen. Tatsächlich kommt es wenig später zum bewaffneten Kontakt mit der geheimen russischen Kommandoeinheit. Diese versuchen alles in ihrer Macht Stehende, um die Biowaffe zurückzufordern.
Aufgrund der knappen Zeit kann keine Verstärkung angefordert werden. Daher beschließt Herring, seine Männer einzusetzen. Die ersten Angriffswellen der Russen können erfolgreich zurückgeschlagen werden. Dennoch geht ihnen langsam die Munition aus. Daher beschließt einer der Piloten im Dogfight, sein Kampfjet im Kamikaze-Style auf das gegnerische Flugobjekt zu steuern, kann sich aber im letzten Moment per Schleudersitz retten. In den folgenden Gefechten wird ein Flugzeug der US-Amerikaner nach dem anderen zerstört.

## Hintergrund
Der Film ist ein Mockbuster zu Top Gun: Maverick mit Tom Cruise in der Hauptrolle. Er erschien am 23. Juni 2020 in den USA und sollte kurz vor Top Gun: Maverick erscheinen. Dessen US-Kinostart wurde im Zuge der COVID-19-Pandemie erst auf den 26. Juni 2020, später auf den 23. Dezember 2020 verschoben. Final erschien er schließlich im Mai 2022. Daher erschien 2022 mit Top Gunner 2 – Danger Zone ein weiterer Mockbuster als Fortsetzung zu Top Gunner – Die Wächter des Himmels, ohne einen weiteren Zusammenhang der Filme zu klären. So wurde beispielsweise die komplette Besetzung ausgetauscht. In Deutschland erschien Top Gunner – Die Wächter des Himmels am 16. April 2021 im Videoverleih.
Der Film wurde in New Mexico gedreht.

## Rezeption
Actionfreunde beginnt seine Filmrezension damit, dass die Geschichte als „hanebüchener Schwachsinn“ bezeichnet wird und dass niemals „so etwas wie Spannung“ aufkomme. Sowohl die Dialoge als auch das Schauspiel werden kritisiert und als „Katastrophe“ bezeichnet. Die Luftkämpfe werden als realitätsfern bezeichnet, die CGI-Effekte werden mit Spielen auf dem Amiga 500 verglichen. Die Kampfszenen der Bodentruppen werden als „öde“ abgestempelt. Final wird der Film als „lieblos hingerotzter Bockmist“ betitelt und mit zwei von zehn möglichen Punkten bewertet.
In der Internet Movie Database kommt der Film bei etwas über 550 Stimmen auf eine Wertung von 2,0 von 10,0 Sternen.